# Бречицький Андроників монастир
Бречицький Благовіщенський Андроників монастир — монастир, заснований у 80-х рр. 17 ст. ченцем Андроником Василевичем як чоловічий монастир у лісовому масиві на березі р. Бречиця (прит. р. Бреч, бас. Дніпра); тер. сучасного с. Андроники Корюківського району Чернігівської обл. Коштом А.Зеленської-Носенко було споруджено дерев'яні келії, храм Благовіщення Богородиці, Свято-Георгіївську трапезну церкву. 1691 визначено межі земельних володінь монастиря, закріплені гетьманом І.Мазепою і підтверджені гетьманами І.Скоропадським (1709) та Д.Апостолом (1732). 1705 коштом І.Мазепи споруджено дерев'яну Свято-Троїцьку церкву з приділом св. Георгія, яку 1710 оздобив іконостасом І.Скоропадський. 1743 збудовано нову Благовіщенську церкву. Монастирю належали лісові угіддя, маєтності у навколишніх селах, 3 млини. Закрито 1788 внаслідок секуляризації церковного землеволодіння. Споруди монастиря не збереглися.